# Uwaga!
Uwaga! - polski magazyn reporterów emitowany na antenie TVN od 2 września 2002 roku. Program zastąpił nadawany wcześniej magazyn Extrawizjer.
Magazyn ma na celu przedstawienie widzom afer, reportaży, ciekawostek na rozmaite tematy. Uwaga! emitowała takie cykle, jak Uwaga! Polacy do pracy, Uwaga! Zmowa milczenia, Uwaga! Czy wiesz, co jesz?, Uwaga! Kulisy sławy, Uwaga! Szkoła, jakiej nie znacie czy Uwaga! Koronawirus. Podczas niedzielnych wydań programu zazwyczaj emitowany był cykl Uwaga! Kulisy sławy.

## Prowadzący
Obecnie
- Ryszard Cebula (2002–2010 i od 2017)
- Daria Górka (od 2023)
- Jakub Dreczka (od 2023)
- Tomasz Patora (od 2023)

Dawniej
- Marcin Leśkiewicz (2004–2005)
- Dariusz Bugalski (2002–2003)
- Mirosław Rogalski (2002-2005)
- Zbigniew Łuczyński (2006–2023[6])
- Tomasz Kubat (2011–2023[6])

## Lektorzy
- Tomasz Górecki
- Maciej Orłowski

## Emisja
Program do września 2024 roku był nadawany od poniedziałku do czwartku o 19:40, w piątki o 19:35 oraz w weekendy o godzinie 19:30 w studiu zaadaptowanym z byłej reżyserki TVN. 
Dawniej program nadawany był w dni powszednie o 19:55, a w weekendy o 19:45, był także emitowany w dni powszednie o 17:00.
(stan na wrzesień 2024–marzec 2025) program emitowany jest od poniedziałku do piątku o godzinie 19:40.  Program jest także emitowany w TVN International równocześnie z TVN.
Obecnie (stan na 31 marca 2025) program emitowany jest od poniedziałku do piątku o godzinie 19.55.

## Nagrody
Reporterzy Uwagi! zostali nagrodzeni nagrodą Grand Press 2005 za reportaż o ojcu Rydzyku, Ryszard Cebula został człowiekiem Pro publico bono. Program otrzymał również nagrodę prezydenta miasta Poznania, a strona internetowa programu została nagrodzona nagrodą Teraz Internet.
Maciej Kuciel i Szymon Jadczak otrzymali Grand Press 2009 w kategorii news za reportaże „Dobre, bo szwedzkie”.